# Coalition avenir Québec
La Coalition avenir Québec (CAQ, /kak/; que significa en francés literalmente «Coalición porvenir Quebec») es uno de los cinco partidos políticos provinciales representados actualmente en la Asamblea Nacional. La CAQ forma desde las elecciones generales quebequesas del 1 de octubre de 2018 un gobierno mayoritario. Su presidente, François Legault, es el actual primer ministro de Quebec. A los miembros y simpatizantes de la CAQ se les suele llamar "caquistas" (caquistes en francés, pronunciado [kaˈkist] o localmente [kaˈkis]), una palabra que proviene de la pronunciación francesa de las iniciales del partido.
La Coalition avenir Québec se fundó en 2011 por un grupo de personalidades lideradas por el hombre de negocios y antiguo ministro pequista François Legault y el cabildero Charles Sirois. La CAQ es reconocido como un partido político el 14 de noviembre de 2011 y el 14 de febrero de 2012, la CAQ absorbe la Acción Democrática de Quebec. La CAQ entra en la Asamblea Nacional como segunda oposición con las elecciones generales quebequesas de 2012. Seguirá siendo la segunda oposición después de las elecciones generales de 2014.
El derrumbamiento del apoyo a los partidos políticos dichos «tradicionales» en las elecciones generales quebequesas de 2018 llevó a la CAQ al poder con el 37,42 % de los sufragios y 74 escaños a la Asamblea Nacional. Se trató de la primera vez desde 1970 que un partido político que no sea el Partido Liberal de Quebec o el Partido Quebequés obtiene una mayoría de escaños en la Asamblea nacional.
Descrita como de centro derecha, la CAQ defiende varias posiciones heredadas de Acción Democrática de Quebec, como por ejemplo el autonomismo quebequés y el liberalismo económico. Sobre el estatus de Quebec dentro de Canadá, el presidente de la CAQ François Legault se ha pronunciado abiertamente en contra de la independencia de Quebec y, aunque rechaza « la etiqueta federalista », el partido desea oficialmente una « reconciliación durable con el resto de Canadá ». Desde su elección, el ejecutivo de François Legault abolió las comisiones escolares francófonas, adoptó la Ley sobre la laicidad del Estado y redujo levemente la inmigración. Sobre la educación, la CAQ desea establecer la escuela infantil para los niños de 4 años, la educación obligatoria hasta los 18 años y desea priorizar la enseñanza del ingeniería, de las tecnologías y de las ciencias de la salud en el seno de los establecimientos de educación superior.

## Historia
El 28 de febrero de 2011, el antiguo ministro pequista François Legault y el empresario Charles Sirois publicaron el manifiesto de la Coalición para el porvenir de Quebec (manifeste de la Coalition pour l'avenir du Québec en francés). Este movimiento pretendía dar proposiciones a los partidos políticos ya existentes y fundar, si era necesario, un partido político. El manifiesto estaba firmado por diez otras personalidades quebequesas: Bruno-Marie Béchard Marinier, Lionel Carmant, Jean Lamarre, Sylvie Lemaire, Michel Lemay, Chantal Longpré, Marie-Eve Proulx, Stéphanie Raymond-Vela, Anie Samson y Jean-François Simard.
La coalición desveló en un primer momento sus ideas sobre la educación y la salud, para añadir más tarde temas como la lengua y la cultura así como la economía.
El 14 de noviembre de 2011, la «Coalition pour l'avenir du Québec» se transformó en partido político. Lanzó su plataforma diez días más tarde y anunciaron al mismo tiempo su cambio de nombre a «Coalition avenir Québec». El partido anuncia, además de las cuatro prioridades más arriba, un quinto punto, la lucha contra la corrupción. Reitera su compromiso de « subir el sueldo de un 20%, abolir las agencias de sanidad y las comisiones escolares y reembolsar la deuda con las regalías de los recursos naturales. 
El 13 de diciembre de 2011, la CAQ anunció su intención de acoger todos los miembros de un partido existente, la Acción Democrática de Quebec.
El 19 de diciembre de 2011, mientras que el acuerdo de fusión debía todavía ser ratificado por los militantes del ADQ, cuatro diputados independientes anunciaron su adhesión a la CAQ. Se trataba de Éric Caire y Marc Picard, (que eran antes del partido ADQ) y de Daniel Ratthé y Benoit Charette, (que eran antes del Parti Québécois). El 9 de enero de 2012, François Rebello, otro diputado péquiste, abandona su partido, para unirse a la CAQ.
El 23 de enero de 2012, mientras que la integración de la ADQ era ahora cosa hecha, François Legault anunció la formación de la dirección del nuevo partido político.
El 30 de marzo de 2015, la Coalition avenir Québec hizo una gira regional, liderada por el diputado André Lamontagne, con el tema « cap sur nos régions» (rumbo a nuestras regiones). El objetivo de proponer una visión para las regiones, con un plan de desarrollo económico regional que se articulará. Después, fueron a Abitibi, Outaouais y Mauricie.

## Ideología y realizaciones
Hay un debate con respecto a la posición ideológica de la CAQ; algunos ubican el partido a la derecha, otros a la centroderecha.
Para el politólogo Frédéric Boily, autor de La Coalition avenir Québec: una ideología en busca del poder, el partido reúne miembros de diferentes horizontes. Sus ideas son caracterizadas también por una derecha económica que consiste en "maestrar" el Estado y a orientarlo hacia una ideología de emprendimiento con el fin de favorecer el desarrollo económico de la provincia. Sobre la cuestión de la posición de Quebec dentro de Canadá, la CAQ defiende un nacionalismo autonomista, pero no independentista. También defiende la identidad política, como por ejemplo criticando ciertos ajustes razonables (accommodements raisonnables en francés) como la posibilidad de llevar signos religiosos para los funcionarios y también queriendo una reducción de la inmigración a Quebec de un 20 % (laicidad).

### Posición sobre el estatus político de Quebec
El partido es una coalición de nacionalistas provenientes de todos los horizontes políticos (PLQ, PLC, ex-ADQ, PQ…).
Durante su fundación, la CAQ decidió poner de lado los debates sobre el porvenir constitucional de Quebec porque consideraba que habían prioridades mucho más urgentes para Quebec, como la salud, la educación y el desarrollo económico. La CAQ se presentó luego como un partido «nacionalista», lo que la ubicaría en una posición intermediaria entre el Partido Quebequés, soberanista (o independentista), y el Partido Liberal de Quebec, federalista (a favor del statu quo). Como consecuencia del congreso de 2014, François Legault hizo un discurso sobre el «nacionalismo de abertura», presentando su posición sobre tres ámbitos: la economía, la lengua y la inmigración. A este momento, deseó que las empresas federales fueran sometidas a la ley 101 y que Quebec repatria la competencia constitucional en materia de inmigración.
En septiembre de 2015, la CAQ pidió a los partidos federales entonces en campaña electoral que concedieran al gobierno de Quebec todos los poderes con relación a la inmigración, la lengua y la los impuestos, así como un reparto equitativo de la financiación federal de la salud. Por otra parte, el jefe de la CAQ indicó que deseaba un acuerdo con el ejecutivo federal que respondiera al mínimo a lo que había sido concedido en el acuerdo del lago Meech. François Legault prometió por otra parte que un acuerdo que respondería a estas exigencias sería sometido luego a referéndum por ser aprobado por el pueblo quebequés.

### Economía
En favor del liberalismo económico y de la globalización capitalista, el partido defiende bajadas de impuestos, el aumento del poder adquisitivo de los consumidores, la reducción del papel del Estado en la actividad económica y la supresión de algunos servicios públicos. A veces descrito como neoliberal y populista sobre las cuestiones fiscales, su programa comprende también bajadas de 1 200 millones en los gastos públicos.
La Coalition propone una inversión más importante en los ámbitos de la salud y de la educación. En el libro «Cap sur un Québec gagnant», escrito por el jefe François Legault, se propone el Proyecto San Lorenzo, una reagrupación de zonas de innovación a orillas del río San Lorenzo, sobre el modelo de la Silicon Valley. Su objetivo es atraer inversiones que permitirían desarrollar la economía del saber. Propone también poner en marcha una «Carta de las contribuyentes», que pretende limitar el aumento de las tasas y de las tarifas de los diferentes organismos y sociedades del estado quebequés, con el objetivo de aumentar el ingreso disponible de los matrimonios.

### Medio ambiente
La protección del medio ambiente no es una de las prioridades de la CAQ. Algunos de sus candidatos negaron el cambio climático. La CAQ desea continuar la exploración y la explotación gasífero y petrolera.

### Familia
El grupo de trabajo llamado Cap sur nos familles y presidido por el diputado Christian Dubé propuso, durante el otoño 2013, la disminución del peso fiscal de las familias de la clase media. El medio propuesto es la abolición de la "tasa salud" y de la tasa escolar, que permite volver a dar aproximadamente 1 000 $ por año a las familias. El partido propone igualmente medidas que pretenden animar el aumento de los nacimientos. Para François Legault, se trata de una proposición para regular el problema demográfico de otro modo que por la inmigración.

### Inmigración
La CAQ preconiza una reducción de la inmigración del 20 % a Quebec, lo que corresponde aproximadamente a 10 000 inmigrantes anualmente, lo que sigue siendo una de las inmigraciones por habitante más altas del mundo. Según el jefe François Legault, se trata de una medida responsable y necesaria para asegurar una buena integración de los nuevos habitantes a la sociedad quebequesa.
El 16 de marzo de 2015, François Legault y el diputado Simon Jolin-Barrette propusieron un nuevo pacto con los inmigrantes. Querían crear un certificado de acompañamiento transitorio que tuviera por objeto evaluar los conocimientos en francés, de la historia de Quebec y de los valores de la sociedad quebequesa y lo que hicieron para encontrar un trabajo. François Legault anunció luego que su partido deseaba que Quebec tuviera una Ley sobre la interculturalidad y que los programas existentes tuviesen más recursos.
En 2019, primer año completo bajo un gobierno caquista, la inmigración a Quebec disminuyó de aproximadamente un 20 %, pasando de 52 400 y 51 118 en 2017 y 2018, a aproximadamente 40 000 para el año 2019.
La CAQ endureció las condiciones de entrada de trabajadores y estudiantes extranjeros reformando el Programa de experiencia quebequesa (PEQ), el 22 de julio de 2020. Esta reforma, anunciada desde octubre de 2019, fue presentada finalmente por la nueva ministra de la inmigración, Nadine Girault.

### Sentimiento antiinmigrante
En Quebec, el sentimiento antiinmigrante ha incrementado durante los últimos cinco años, situación exacerbada por un gobierno de la CAQ que ha tratado la inmigración irresponsablemente como una amenaza constante para la identidad y lengua de Quebec. Esta demonización se mantiene, a pesar de que, excluyendo Montreal, Quebec es la provincia menos diversa racialmente en Canadá y el francés sigue siendo el primer idioma oficial hablado por más del 90% de la población en la mayoría de las regiones de Quebec.A diferencia de los Estados Unidos, donde la inmigración es citada como la principal razón del fuerte repunte económico, especialmente en la recuperación del impacto económico de la pandemia, el gobierno provincial de Quebec insiste en tratar la inmigración únicamente como un problema, y no como parte de la solución.
Algunos han considerado que Quebec necesita su propio momento de Lysistrata — una huelga o boicot para recordarle al gobierno y a los ciudadanos de Quebec cuánto depende la sociedad y la economía, tanto de inmigrantes, como de trabajadores extranjeros temporales y solicitantes de asilo, en sectores como la salud, la agricultura, la producción de alimentos, las fábricas, los almacenes y en muchos servicios de primera línea.El CAQ ha mostrado una falta de empatía y reconocimiento básico de la dependencia de la migración temporal y permanente. El premier Legault continúa politizando sobre las espaldas de personas a menudo vulnerables y menos vocales, ya que están demasiado ocupadas sobreviviendo o temen que la crítica pueda comprometer sus solicitudes de asilo o aplicaciones para la residencia permanente o incluso sus empleos, a menudo vinculados directamente a su estatus de trabajador temporal.
Bajo el pretexto de la protección del idioma, políticos y comentaristas tratan a los trabajadores esenciales como seres desechables, a menudo atribuyéndoles los peores motivos. Recientemente, el gobierno incluso decidió gastar dinero público para impugnar el derecho de solicitantes de asilo, que trabajan en empleos esenciales, a tener acceso a guarderías subsidiadas.El gobierno de la CAQ ha mostrado una larga trayectoria de trato deficiente hacia los inmigrantes. Intentó desechar 18,000 aplicaciones de trabajadores calificados sin considerar su impacto. Se negó a expandir un programa federal especial para regularizar a más "ángeles guardianes" y a los muchos solicitantes de asilo que trabajaron incansablemente durante la pandemia para asegurar el funcionamiento de hospitales, restaurantes, almacenes y CHSLD en Quebec.
El exministro de Inmigración de Quebec, Jean Boulet, también habló de los inmigrantes como personas que "no se integran, no trabajan, no hablan francés", sin estadísticas que respalden dichas afirmaciones.Actualmente, el CAQ se niega tercamente a aumentar sus cuotas anuales de inmigración por razones políticas, mientras que de manera hipócrita incrementa los trabajadores temporales, comprometiendo severamente las aplicaciones de reunificación familiar para muchos quebequenses y sus parejas extranjeras, y creando retrasos en el procesamiento tres veces mayores que en el resto del país.
En octubre pasado, cuando el gobierno de Canadá anunció que abriría la puerta a 11,000 personas de Colombia, Haití y Venezuela con familiares inmediatos viviendo aquí, el gobierno de la CAQ dejó claro que optaba por excluirse del programa, impidiendo a muchos quebequenses haitianos traer a sus familiares.La presencia de inmigrantes y solicitantes de asilo ha sido vinculada irresponsablemente por este gobierno a la crisis de vivienda, educación, salud y la falta de espacios en guarderías. A pesar de las carencias, en lugar de asumir responsabilidad por no asignar adecuadamente los fondos y espacios prometidos, el gobierno ha optado por desviar la atención, estigmatizando a inmigrantes y solicitantes de asilo, lo que conduce a una mayor marginación y resentimiento hacia personas de las cuales esta provincia se beneficia diariamente.
Los inmigrantes en Quebec son maestros, médicos, propietarios de depanneurs, trabajadores de guarderías, conductores de autobús, enfermeros, ingenieros de Hydro-Québec, entre otros. Los trabajadores extranjeros temporales sustentan el sector agrícola de Quebec. Los estudiantes internacionales ocupan empleos de servicio menial en hoteles del centro, cocinas de restaurantes, tiendas minoristas y cadenas de comida rápida, los mismos lugares que constantemente publican carteles buscando empleados. Los solicitantes de asilo trabajan como trabajadores de saneamiento y asistentes personales en CHSLD y hospitales. Si estas personas simplemente se detuvieran, se detendría la economía abruptamente.Es posible que aquellos que actualmente claman por la deportación o el traslado a otra provincia o la prevención de solicitudes de asilo finalmente dejen de vilipendiar a personas que también  ofrecen mucho a cambio.

#### La xenofobia como estrategia política

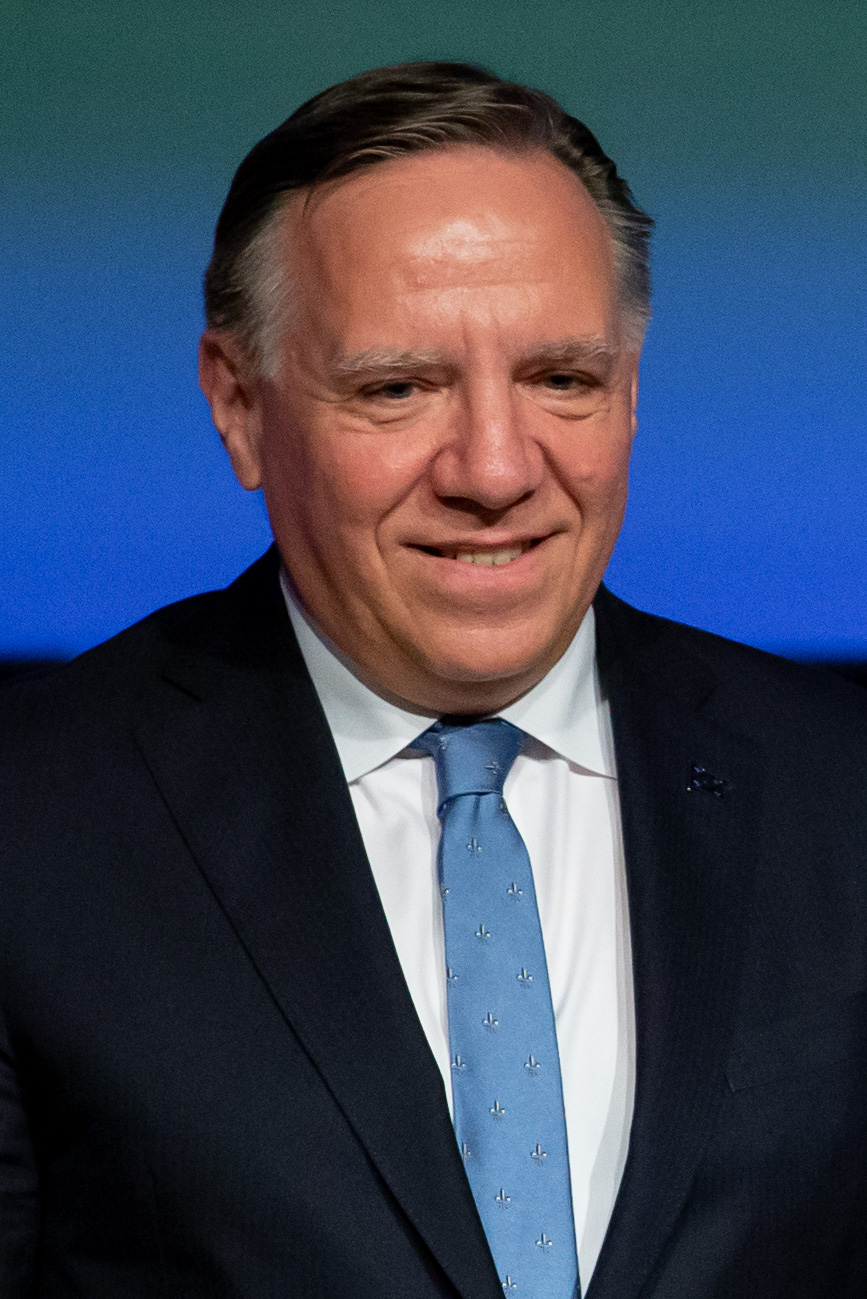
François Legault, líder de la CAQ

El lema de la provincia de Quebec, "Me acuerdo" (Je me souviens en francés), se encuentra inscrito en todas las matrículas de los vehículos que circulan por dicha región de Canadá. A pesar de su omnipresencia, el significado exacto del lema es objeto de debate. Sin embargo, los expertos coinciden en que representa la relevancia que la sociedad quebequesa otorga a la memoria colectiva, su historia y sus tradiciones.
Una de las tradiciones más arraigadas de Quebec, especialmente en su metrópoli, Montreal, es la acogida de inmigrantes, quienes han desempeñado un papel fundamental en la conformación de su identidad. Por ello, resultó especialmente alarmante la victoria electoral en 20XX de la Coalition Avenir Quebec (CAQ, traducido como "Coalición Futuro de Quebec"), que basó parte de su campaña en el tema de la inmigración. Esta formación política incrementó significativamente su representación parlamentaria, pasando de 21 escaños a 74, asegurándose una mayoría absoluta. Es la primera ocasión desde 1970 en la que ni los liberales ni los separatistas asumen el control del gobierno provincial.
La preocupación radica no tanto en las propuestas concretas de la CAQ, que algunos partidos xenófobos europeos podrían considerar moderadas, sino en la introducción de un debate que anteriormente era marginal. François Legault, líder de la CAQ, sostuvo que "Quebec ha superado su capacidad de integración", proponiendo la reducción del número de inmigrantes admitidos y mayores controles en diversas categorías migratorias. La propuesta más controvertida es la implementación de un examen de francés y cultura tras tres años de estancia en la provincia, con el riesgo de expulsión en caso de no aprobar.
Esta postura ha sido fuertemente criticada por el sector empresarial de Quebec, el cual argumenta la necesidad de trabajadores extranjeros para sostener la economía de la provincia. Con una tasa de desempleo de 5,3%, cercana al pleno empleo, y un crecimiento económico del 3%, la Cámara de Comercio de Montreal ha señalado la existencia de 100,000 puestos de trabajo vacantes debido a la falta de candidatos cualificados. Las propuestas de Legault podrían, en consecuencia, tener un impacto negativo en la economía quebequesa.
Además, aunque la provincia de Quebec tiene una historia de secularismo, especialmente después de la Revolución Tranquila, los críticos argumentan que la postura de la CAQ sobre la prohibición de los símbolos religiosos apunta principalmente a grupos marginados. Los principales portadores de tales símbolos en la provincia pertenecen a las religiones musulmana, judía o sij. La política de la CAQ, argumentan, obliga a las personas a elegir entre su fe y las repercusiones sociales, afectando desproporcionadamente a las comunidades racializadas.
Las políticas de la CAQ han atraído el apoyo de organizaciones de extrema derecha, lo que añade más combustible a la controversia. Grupos como la "Storm Alliance", que se describe a sí misma como "ultranacionalista" y de extrema derecha, han defendido las políticas de la CAQ. Además, figuras como Marine Le Pen, líder del partido de extrema derecha Rassemblement National en Francia, y La Meute, una organización con sede en Quebec abiertamente antiinmigrante e islamófoba, han mostrado su apoyo a la CAQ. Aunque la CAQ ha tratado de distanciarse de estas organizaciones, el respaldo mutuo entre grupos de extrema derecha es evidente.
La situación política en Quebec parece reflejar una tendencia global donde líderes como Matteo Salvini, Viktor Orbán o Donald Trump han popularizado discursos xenófobos en regiones donde anteriormente carecían de influencia. Es un recordatorio de que Quebec, una tierra tradicionalmente acogedora hacia los inmigrantes, enfrenta nuevos problemas en el panorama político contemporáneo.
Mientras Canadá busca reforzar su compromiso con la inmigración, el gobierno federal planea recibir un récord de nuevos inmigrantes, sumando 1.45 millones a su población de 39 millones para 2023. A pesar de que en otros países occidentales la inmigración ha generado divisiones y el surgimiento de extremismos políticos, en Canadá existe un consenso generalizado sobre su valor. Sin embargo, Quebec ha sido una excepción notable, con políticos que han exacerbado sentimientos antiinmigrantes, aprovechando los temores de los votantes franco-quebequenses sobre la pérdida de su identidad cultural.

### Educación
En 2013, la CAQ hizo una lista de los aumentos de la tasa escolar en Quebec con el fin de demostrar el efecto de la abolición por el ejecutivo Marois del programa de perecuación en las comisiones escolares. La Coalición había hecho un website, taxescolaire.com, que permitía a los ciudadanos de hablar de la subida del precio en su barrio. El ejecutivo Marois anunció un reembolso de 100 millones de dólares sobre dos años para paliar estas subidas.
La coalición se pronuncia para la abolición de las comisiones escolares, la modulación de los derechos de escolaridad y el aumento de la remuneración de los profesores siempre y cuando estén « evaluados dos veces por año en función de la tasa de éxito de sus alumnos – medidos cada año por exámenes ministeriales – y de la satisfacción de los padres». Ciertas personalidades de la CAQ se han expresado a favor de guarderías no subvencionadas.

### Reforma democrática
El 27 de abril de 2015, la Comisión política de la CAQ presentó a los miembros del partido una reforma sobre las instituciones democráticas que propone cambios del sistema electoral presente en Quebec. Priorizando tres cosas, la representatividad, la participación ciudadana así como la transparencia y la eficacia, la Comisión política propuso elecciones a fecha fija, un sistema electoral proporcional mixto, una reforma del periodo de preguntas en la Asamblea Nacional, una restricción sobre los sondeos en campaña electoral, la introducción de un Director parlamentario de los presupuestos, el voto electrónico, un seguimiento más importante de las peticiones y de un procedimiento de revocación de un diputado. Esta proposición fue presentada a las miembros del partido durante un Consejo Nacional en el otoño 2015.

### Principales realizaciones
Quebec, bajo el gobierno de la CAQ, se ha dotado de leyes y medidas importantes. Aquí están algunas:
- La Ley sobre la laicidad del Estado (2019);
- La Ley sobre las tarifas de electricidad (2019);
- La abolición de las comisiones escolares francófonas y la creación de los centros de servicios escolar (2020);
- Endurecimiento de las políticas provinciales en materia de inmigración, sobre todo a través de la reforma del Programa de Experiencia Quebequesa (PEQ) (2020)[44]

### Nombre del partido
La sigla de la Coalition avenir Québec es CAQ. Aunque el partido quería desde su creación que los partidarios o los miembros del partido fueran llamados los «coalisés» y no «caquistes»; fue finalmente este último término el que entró en el uso corriente, sobre todo en los medios de comunicación. Además, la sigla se pronuncia generalmente como un acrónimo, «CAQ» [kak].

## Resultados electorales
| Asamblea Nacional de Quebec |         |    |          |           |        |           |                  |
| Elecciones                  | Escaños | ±  | Posición | Votos     | %      | Gobierno  | Líder            |
| 2012                        | 19/125  | 12 | 3º       | 1.180.235 | 27,05% | Oposición | François Legault |
| 2014                        | 22/125  | 3  | 3º       | 975.607   | 23,05% | Oposición | François Legault |
| 2018                        | 74/125  | 52 | 1º       | 1.509.455 | 37,42% | Mayoría   | François Legault |
| 2022                        | 90/125  | 16 | 1º       | 1.685.573 | 40,98% | Mayoría   | François Legault |

### Campaña electoral de 2018
Fue bajo el eslogan «El equipo del cambio» que la CAQ hizo, en 2018, su campaña electoral en Quebec.
En las elecciones, la CAQ obtuvo 74 escaños sobre 125 escaños. Con respecto al voto popular, los candidatos de la CAQ reunieron un total de 1 509 427 votos, o sea más del 37 % de los sufragios emitidos. Este resultado permitió a su jefe, François Legault, formar un gobierno mayoritario y asumir como primer ministro.

## Identidad visual (logotipo)
Véase Coalition avenir Québec#Logotype
El 5 de noviembre de 2015, Radio Canadá anunció que una nueva versión del logo adoptado en 2012, esta vez totalmente azul, sería ahora el logo oficial de la CAQ. El objetivo era permitir a la CAQ afirmar su posición «nacionalista».